# Fagersta AIK
Fagersta Allmänna Idrottsklubb (Fagersta AIK) är en idrottsklubb i Fagersta, Västmanland. Vid bildandet 1914 bestämdes att följande idrotter skulle finnas på programmet: allmän Idrott, fotboll, velociped (cykel), skridskoåkning, skidlöpning, simning och bandy. "FAIK", som klubben kallas lokalt, har även haft tennis, boxning och brottning på programmet. Fotboll och bandy var till en början de främsta grenarna, men under 1930- och 1940-talet var det friidrotten som dominerade. Bland de främsta namnen märks Allan Lindberg och Thore Tillman. Skidsporten var som starkast i början av 1940-talet. Sedan ett par årtionden så det endast ishockeysektionen som är aktiv.

## Grenar

### Fotboll
I fotboll spelade Fagersta AIK i Sveriges näst högsta division säsongerna 1924/25 och 1936/37. Fotbollssektionen sammanslogs med Västanfors IF:s fotbollssektion efter säsongen 1989.

### Ishockey
I ishockey har Fagersta AIK spelat många säsonger i Sveriges näst högsta division där man var ett ständigt "kvallag" men utan att lyckas. Säsongen 1969/1970 vann man Division II Västra A och gick sedan via kvalspel mot bl.a. Färjestads BK, Östers IF och Bofors IK hela vägen upp till högsta serien (då kallad Division I) Leksands IF, AIK, Färjestad BK m. fl. skulle dock visa sig bli alltför svåra för bruksgänget från Fagersta och det blev endast en ettårig sejour. Fagersta AIK slutade på jumboplats med endast 1 seger av 14 möjliga. I nedflyttningsserien så behöll sedan de andra lagen på nedre halvan (Mora IK, Tingsryds AIF och Västerås IK) sin Division 1-status medan FAIK åkte ur.
Fagersta AIK hade ett riktigt skickligt lag under 1970-talet och spelade fler kvalserier till högsta serien, men man misslyckades dock med att gå upp. 
Klubbens representationslag har därefter genom åren pendlat lite i seriesystemet mellan division 1 och 2. Klubben hade en kortare framgångsperiod under 1990-talet då man spelade i division 1, men sedan ett par decennier har man varit ett tämligen etablerat division 2-lag. Flera playoff och kvalserier har det blivit genom åren men i dagsläget (säsongen 2018/2019) så är man faktiskt inne på den 21:a raka säsongen i Hockeytvåan Västra.